# 黃皓 (唐朝)
黃皓（？—？），唐末黄巢反叛军将领，黄巢之侄。

## 生平
黄巢死后，带领七千人马继续作乱，自号“浪荡军”。唐昭宗天復元年（901年），进入湖南，攻陷浏阳后，于山道中为湘阴乡绅邓进思、邓进忠率众伏击，脱走后不知所终。一说被杀。

## 外部連結
- 黄浩 （页面存档备份，存于）